# Tieni il tempo
Tieni il tempo è una canzone del 1995 interpretata dagli 883, composta musicalmente dall'allora leader del gruppo Max Pezzali, e scritta da Mauro Repetto, pubblicata nel 1995 come secondo singolo tratto dall'album La donna il sogno & il grande incubo.
Il brano è stato usato come sigla del programma televisivo comico Colorado andata in onda su Italia 1 da settembre a dicembre 2013 condotto da Paolo Ruffini.

## Descrizione
Con questo brano gli 883 partecipano in estate al Festivalbar e ottengono la loro seconda vittoria. Il brano è contenuto anche in Gli anni, Mille grazie, TuttoMax, Max Live 2008, Max 20 (dove è reinterpretato in una nuova versione con Jovanotti) e Le canzoni alla radio.
Esiste una versione cover in lingua spagnola, realizzata dal gruppo musicale messicano Kairo, intitolata Mi Novia Formal.
Il video filmato è stato girato davanti al Palazzo della Regione Emilia Romagna a Bologna.

## Tracce
1. Tieni il tempo (Latino Mix) - 3:35
2. Tieni il tempo (Jeo's Remix) - 3:41
3. La regola dell'amico - 4:04

## Formazione
- Max Pezzali - voce
- Paola Iezzi - voce addizionale
- Chiara Iezzi - voce addizionale
- Jacopo Corso - chitarra solista
- Roberto Priori - chitarra ritmica
- Michele Monestiroli - sassofono, voce addizionale
- Daniele Moretto - tromba, voce addizionale
- Sandro Verde - tastiere
- Paolo Jannacci - fisarmonica
- Leandro Misuriello - basso